# Sonam Drakpa
Sonam Drakpa (tibétain : བསོད་ནམས་གྲགས་པ, Wylie : bSod-nams grags-pa, né en 1359 et décédé en 1408 est le régent du Tibet central (Ü-Tsang) sous la dynastie Phagmodrupa. Il remplace Drakpa Changchub à cette fonction.